# Кириков (посёлок)
Кириков — посёлок в Самойловском районе Саратовской области. Входит в состав сельского поселения Хрущёвское муниципальное образование. 

## География
Находится на расстоянии примерно 19 километров по прямой на восток от районного центра поселка Самойловки.

## История
Официальная дата основания 1910 год.

## Население
Постоянное население составило 67 человека (русские 94%) в 2002 году, 53 в 2010.